# Grazer Marienleben
Das Grazer Marienleben (auch Seckauer Marienleben) entstand zwischen 1280 und Anfang des 14. Jahrhunderts im damaligen Augustiner-Chorherrenstift Seckau. Der Autor ist unbekannt. Das Grazer Marienleben ist unikal als Fragment in der Handschrift 781 überliefert. Die Handschrift befindet sich heute in der Universität Graz. Erzählt wird darin von Marias Eltern, der wundersamen Empfängnis Mariä, ihrer Kindheit, der Empfängnis Jesu, Jesu Geburt und ein Gespräch mit theologischer Thematik zwischen Jesus und Maria in Form eines Soliloquiums. Das mittelhochdeutsche Grazer Marienleben wurde im bairischen Dialekt verfasst. Wahrscheinlich diente der Text der erbaulichen Unterweisung der Seckauer Chorfrauen.

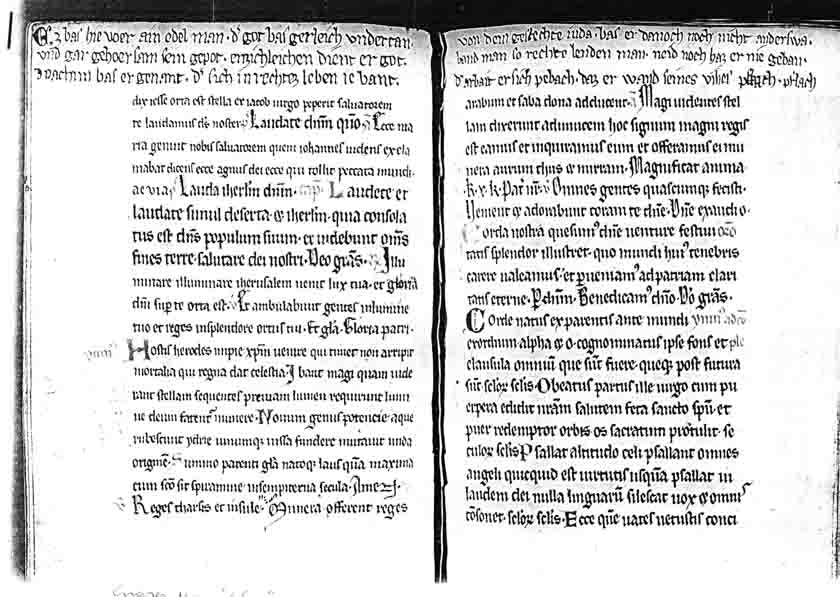
Faksimile des Grazer Marienlebens aus der Handschrift 781. Eintragung des mittelhochdeutschen Textes am oberen Blattrand.

## Inhalt
Es beginnt mit der Erzählung von Marias Eltern Joachim und Anna, Marias wundersamen Empfängnis, ihrer Geburt und ihrer Kindheit. Ihr vorbildhaftes Leben zuhause und unter den Tempeljungfrauen wird dargestellt. Maria wird als Wunderkind mit besonderen Fähigkeiten und mit besonderer Frömmigkeit und Tugendhaftigkeit gezeichnet. Sie gilt als Vorbild für alle Frauen. Mit dreizehn Jahren verkündete ihr ein Engel, dass sie den Erlöser gebären werde. Daraufhin folgen die sehr verkürzte Weihnachtsgeschichte und wiederum ein Appell an alle Frauen, Maria als Vorbild zu nehmen. Danach kommt der erste Teil des Soliloquiums: Jesus belehrt Maria über seine Gottessohnschaft und Menschwerdung und kündigt ihr das Kommende an: Kreuztod, Descensus, Auferstehung, Himmelfahrt, ihre Assumptio. Im Anschluss wird die Tugend und Frömmigkeit Marias aufs Neue gelobt, und eine neue Annen-Geschichte wird erzählt. Anna hat hier zwei Töchter, eine die Mutter Christi, eine die Mutter von Johannes und Jakob. Danach folgt die Fortsetzung des belehrenden Soliloquiums das plötzlich abbricht.

### Vers 916–958 aus der Edition Schönbachs mit Übersetzung
| di süeze sprach ‚daz wort hât mir mîn herze her wider brâht ein teil, daz het gewunnen jâmers teil. o sun, daz wort hât mînen geist gevreut, getrœstet aller meist, daz dû solt von dem tôde erstân, dâ von ich trôst und vreude hân.‘ ‚ich wirde verrâten und verkouft, gehalssleget, bespît, gerouft, geslagen mit geiseln langen und an das kriuze erhangen. von bœsen Juden daz geschiht. an dem krize man mich sterben siht und erstên an dem dritten tage, als geschriben hât der wîssage,‘ ‚ich het des lebens mîn verzaget und hietest dû mir nicht gesaget von dîner urstende, ez wære gewesen mîn ende. doch durch die grôzen marter dîn sô muoz mîn herze lîden pîn (der man dir swinde hât gedâcht): diu hât mich gar von vreuden brâht.‘ ‚diu marter mîn, vrouwe guot, sô sêre niht betüeben tuot, als dich vreut, süezez muoterlîn, diu lobelîche urstende mîn. ich stirbe hie an der menscheit und erstên in lobelîcher heit, got und mensche untœtlich gar und mit mir manc lobîchiu schar.‘ ‚sol aber ich, süezer sun mîn, dich nâch der bittern mater dîn gesehen und sol, lieber sun, mir dehein trôst geschehen von dir?‘ ‚so mîn urstende geschiht, sô erschîne ich dir, des lâze ich niht, und vertilge dîn trûren sô, daz dû wirst mit samt mir vrô.‘ ‚wa belîbst dû, süezer sun mîn, nâch der urstende dîn? und waz wirst dû tuont dar nâch?‘ gar süezeclîche er zuo ir sprach…. | Die Liebe sprach „Das Wort hat mir einen Teil meines Herzens wiedergebracht, der von Trauer erfüllt war. Oh Sohn, das Wort hat meinen Geist erfreut, vor allem getröstet, dass du von dem Tode auferstehen sollst, davon habe ich Trost und Freude.“ „Ich werde verraten und verkauft, geschlagen, angespien, angeschrien, geschlagen mit langen Geißeln und an das Kreuz gehangen. Das geschieht von bösen Juden. An dem Kreuz sieht man mich sterben und auferstehen an dem dritten Tage wie die Prophezeiung geschrieben hat.“ „Ich wäre an meinem Leben verzagt hättest du mir nicht von deiner Auferstehung erzählt, es wäre mein Ende gewesen. Doch durch dein großes Martyrium muss mein Herz Leid ertragen (dass man dir Gewalt antut) das hat mich ganz um meine Freude gebracht.“ „Meine Marter soll dich, gute Frau, nicht so sehr betrüben, wie dich, liebes Mütterlein, meine ruhmreiche Auferstehung freut. Ich sterbe hier für die Menschheit und werde ruhmreich auferstehen, Gott und Mensch gar unsterblich und mit mir manch löbliche Schar.“ „Soll aber ich, mein süßer Sohn, dich nach deiner bitteren Marter sehen und soll, lieber Sohn mir ein Trost geschehen von dir?“ „Wenn meine Auferstehung geschehen ist, so erscheine ich dir, das unterlasse ich nicht, und vertilge so deine Trauer, dass du mit mir froh wirst.“ „Was willst du, mein lieber Sohn, nach der Auferstehung tun? Und was willst du nachher tun?“ Gar lieblich sprach er zu ihr…. |